# Sapor III
Sapor III (Shapur III) fou rei sassànida de Pèrsia del 383 al 388. Era potser nebot d'Artaxerxes II al que per tant va succeir segons el pactat, i fill de Sapor II. Ctèsies el fa efectivament fill de Sapor II però les fonts perses el fan fill d'un príncep que anomenen Sapor Zulaktaf. Una altra versió el fa germà d'Artaxerxes II.
Les negociacions de pau i amistat amb Roma iniciades per Artaxerxes es van completar sota Sapor III i el 384 es va signar un tractat d'amistat mútua, segons el qual Armènia quedava repartida entre els dos Imperis i es van formar dos regnes, el menor, protectorat romà fou concedit a Àrsaces III d'Armènia (387) i la Persarmènia que fou donada a Còsroes o Khosrov III d'Armènia, membre de la dinastia arsàcida i cristià de religió. Les bones relacions amb l'Imperi Romà Oriental van durar 36 anys.
Va deixar un grup escultural a la rodalia de Kermansah format per diverses figures mirant-se l'una a l'altre, dins d'un semicercle, amb nombroses inscripcions en llengua pahlavi.
Va morir després de poc més de cinc anys de regnat, el 388. Era de gustos senzills i passava moltes hores dins de la seva tenda. Un relat diu que va morir quan un huracà va destruir la tenda on era i va fer caure el pal que la sostenia que li va pegar al cap, però els experts sospiten que fou assassinat pels magnats i cortesans.